# 波苏埃洛德卡拉特拉瓦
波苏埃洛德卡拉特拉瓦，是西班牙卡斯蒂利亚-拉曼恰雷阿尔城省的一个市镇。 总面积100平方公里，总人口2571人（2001年），人口密度26人/平方公里。